# Lernaea diceracephala
Lernaea diceracephala is een eenoogkreeftjessoort uit de familie van de Lernaeidae. De wetenschappelijke naam van de soort is voor het eerst geldig gepubliceerd in 1914 door Cunnington.